# Majláth Béla
Székhelyi Majláth Béla (Andrásfalva, 1831. június 18. – Budapest, 1900. március 23.) történész, régész, bibliográfus, Liptó vármegye alispánja, az Országos Széchényi Könyvtár őre (igazgatója), a Magyar Tudományos Akadémia tagja, az 1848-as szabadságharc honvéd hadnagya.

## Életútja

### Ifjúkora
A székhelyi Majláth család köznemesi ágának a sarja. Édesapja székhelyi Majláth Sándor, birtokos, édesanyja szentmiklósi és óvári Pongrácz Friderika (1810–1890) volt. Gimnáziumi tanulmányait Miskolcon végezte a minoritáknál.
Temesváron jogot hallgatott, amikor kitört a forradalom. Családjával Pestre menekült, majd a 113. honvédzászlóalj önkéntese lett. Tizenhét csatát harcolt végig, 1849 júniusában hadnaggyá léptették elő. Szeptember elején letartóztatták. Temesvári börtönéből november végén megszökött; 1850 folyamán Hont, Nógrád, Heves és Pest vármegyében bujkált. 1851–1852-ben nagyapja andrásfalvai házában tartózkodott.
1853-tól mérnöki tudományokat hallgatott Pesten, de tanulmányait nagyapja halála miatt nem fejezte be. 1861-ig Andrásfalván gazdálkodott, verseket írt, és megtanult franciául, németül, angolul, olaszul és a hazai szláv nyelveken.
Feleségül vette az édesanyja családjából való szentmiklósi és óvári Pongrácz Annát (1839–1914).

### Közéleti pályafutása
1860-ban Liptó vármegye másodfőjegyzője lett. Társalgási, honvéd- és gazdasági egyleteket alapított. 1861-ben letette hivatalát, és 1867-ig ismét gazdálkodással foglalkozott. Ekkor megyei főjegyzővé, 1875-ben alispánná választották. Miután 1877-ben megbuktatták, két évre visszavonult. 1879 és 1893 között az Országos Széchényi Könyvtár őreként tevékenykedett.
1880 májusában a Magyar Tudományos Akadémia levelező tagjává választották. A Magyar Történelmi Társulat, a Magyar Földrajzi Társaság, a Magyar Heraldikai és Genealógiai Társaság és az Országos Régészeti és Embertani Társulat, valamint a bécsi és a német embertani társulat választmányi tagja volt. 1874 és 1881 között a Magyarországi Kárpát-egyesület választmányi tagja, 1877-től 1880-ig alelnöke, 1877-től liptószentmiklósi képviselője volt. Téry Ödön társaként részt vett az egyesület budapesti osztályának 1880-as létrehozásában.
1893-ban nyugalomba vonult.
Új síremlékét 2010 tavaszára emeltette a Fiumei úti sírkertben a Nemzeti Emlékhely és Kegyeleti Bizottság.

## Munkássága
A Magyar Könyvszemlében jelentek meg bibliográfiai dolgozatai, a Magyar Nemzeti Múzeum könyvtáráról készített éves jelentései, valamint a Szabó Károly-féle Régi magyar könyvtárhoz tartozó könyvészeti kiegészítései. Kiadta Széchenyi István leveleit és a szőnyi béke okmánytárát. Önálló monográfiát szentelt egyik őse, Majláth István erdélyi vajda működésének.
Turisztikai tárgyú és Liptó vármegyét ismertető írásai a Magyarországi Kárpát-egyesület évkönyveiben láttak napvilágot.

## Emlékezete
A Poprádi-tó mellett két menedékház viseli nevét.

## Főbb művei
- Liptó megye közigazgatási szervezete (Pest, 1870)
- Liptó megye népszámlálási eredményei (Pest, 1871)
- Két románkori kerekegyháznak nyoma Győrmegyében (Pest, 1871)
- Liptó megye szervezete és területi felosztása 1872. évben (Pest, 1872)
- Tanulmányok az ember eredetének történelméből (Budapest, 1873)
- Liptó megye földtani térképe (Budapest, 1873)
- Egyiptomi cultus-maradványok a hazai leletek között (Budapest, 1875)
- Liptó megye őstermelése, adó, ipar és kereskedelmi viszonyai (Budapest, 1877)
- Barbárkori védrendszer nyomai Liptómegyében (1878)
- Adatok a helynevek történetéhez (Budapest, 1882)
- Forgách Ádám és Bathory Sófia ékszereinek történetéből (Budapest, 1882)
- A hajdúk kibékítési kísérlete Inanchon 1607-ben (Budapest, 1882)
- A felső vármegyék rendeinek gyűlése Kassán 1683 (Budapest, 1883)
- Telegdy Miklós mester magyar kathechismusa 1562-ből (Budapest, 1884)
- Az 1642. szőnyi békekötés története (Budapest, 1885)
- A szőnyi béke okmánytára (Budapest, 1885)
- A történelmi kiállítás Kalauza (Budapest, 1886)
- Budapest történetének irodalma 1493–1700-ig (Budapest, 1886)
- A sorsvető könyvek és egy magyar Fortuna a XVI. századból (Budapest, 1888)
- Széchenyi István gróf munkái III., IV., VI. Széchenyi István gróf levelei (Budapest, 1889–1891)
- Maylád István életrajza (Budapest, 1889)
- Oklevelek Maylád István történetéhez (Budapest, 1891)
- Liptó megye törzsökös családjai 1526-ig I. (Budapest, 1891)